# Taku Akahoshi
Taku Akahoshi (japanisch 赤星 拓 Akahoshi Taku; * 21. April 1984 in der Präfektur Fukuoka) ist ein japanischer Fußballspieler.

## Karriere
Akahoshi erlernte das Fußballspielen in der Universitätsmannschaft der Fukuoka-Universität. Seinen ersten Vertrag unterschrieb er 2007 bei Sagan Tosu. Der Verein spielte in der zweithöchsten Liga des Landes, der J2 League. 2011 wurde er mit dem Verein Vizemeister der J2 League und stieg in die J1 League auf. Für den Verein absolvierte er 145 Ligaspiele. Im Juli 2018 wechselte er zum Zweitligisten Tokushima Vortis. Ende 2018 beendete er seine Karriere als Fußballspieler.